# Тбилисский эмират
Тбили́сский эмира́т — исламское государственное образование под эгидой Арабского халифата существовавшее в Восточной Грузии с 736 по 1122 год (фактически — до 1080 года) и Западной с 735 года до середины IX века. Эмират управлялся сперва династией Шуабидов (ветвь династии Омейядов), а затем, после отступничества эмира Саака, её сменили династии Шейбанидов и Джафаридов. Столица — Тбилиси.
Тбилисского эмира назначал непосредственно халиф.

## Образование эмирата
Образование эмирата стало следствием арабских завоеваний на Кавказе, которые начались в 645 году и 90 лет спустя привели к взятию Тбилиси (735) войсками арабского полководца Мервана из династии Омейядов, прозванного грузинами за его жестокость «глухим», ибо он был глух к народным страданиям, армяне же прозвали его «слепым», ибо он был слеп к народным слезам, арабы же прозвали его «ослом» за упрямство. Мерван был назначен наместником Кавказа, в его задачи входила исламизация всего региона, а в Тбилиси он назначил эмира, власть которого распространялась на всю Грузию, как восточную, так и западную.

## Территория эмирата
Вначале тбилисскому эмиру подчинялась вся Восточная Грузия, но с рубежа VIII—IX веков территория эмирата постепенно уменьшалась. Более крепко эмиры держались в Квемо-Картли и в Шида-Картли.
В IX—XI веках северная граница Тбилисского эмирата простиралась до Дигомской лощины. На юге тбилисскому эмиру принадлежали крепости Биртвиси, Орбети и Парцхиси. С конца IX века южная часть Квемо-Картли перешла в руки армянских Багратидов, они владели крепостью Самшвилде и югом Квемо-(Нижней) Картли, включая среднее и нижнее течение реки Кциа. На западе с эмиратом граничила Триалети. Восточная граница эмирата проходила в основном по реке Куре, хотя, как видно, на её восточном берегу эмирату принадлежали Исанская долина, Авчала, город Рустави и территория до устья реки Иори.
Ближе к середине IX века территория эмирата сократилась до пределов Картли. Собственно мусульманским городом можно было назвать лишь Эль-Тефелис, который был перестроен по образцу других городов халифата и по населению среди городов Кавказа уступал только Дербенту. Основная же часть населения в регионах придерживалась христианской веры отцов. После успешной борьбы, начавшейся ещё в середине VIII века в Абхазии, под эгидой Византии создалось Абхазское царство, полностью независимое от арабов. В VIII веке его границы расширились по территории современной Абхазии, а в середине IX века им удалось освободить от арабов Лазику, чьё население было измотано борьбой с мусульманами. Несмотря на все попытки определить освобождение Лазики в конце (а то и в середине VIII века), реально это стало возможным лишь после полного развала халифата в начале — середине IX века. Живший на рубежах VIII и IX веков Феофан Исповедник, посещавший в начале IX века Лазику, сообщает о владычестве арабов в этом регионе. Таким образом, Лазика продержалась в составе Тифлисского эмирата (куда она и была включена) вплоть до начала — середины IX века.

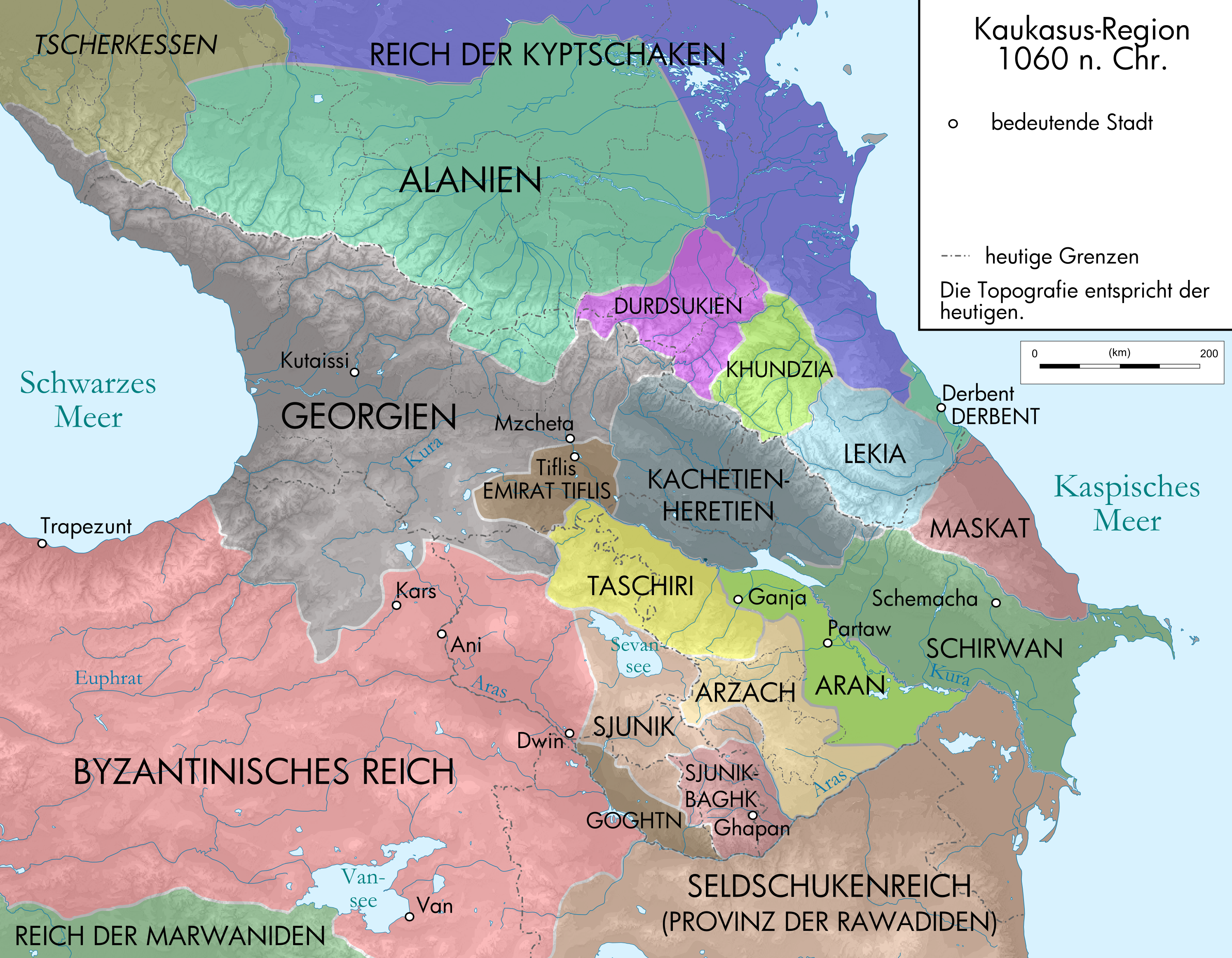
Кавказский регион в 1060 году

В середине IX века тбилисский эмир попытался отложиться от Багдада и перестал выплачивать халифу дань. В ответ Аббасиды отправили карательную экспедицию под руководством гуляма Буги аль-Кабира (853). Тбилиси подвергся разгрому, а непокорный эмир Саак из династии Шуабидов был распят на кресте. По данным арабских источников, в ходе этих событий в Тбилиси погибли до 50 тысяч жителей. Христианское население стало мигрировать в Абхазское царство, а территория эмирата продолжала сокращаться. В XI веке эмиру подчинялся только Тбилиси с пригородами.
После 1080 года упоминания о тбилисском эмире исчезают. По грузинским источникам, городом правил совет старейшин. В 1122 году в Тбилиси триумфально вошёл царь Давид IV Строитель, сделавший город столицей государства Багратионов. Четырёхвековой период иноземного господства в Тбилиси подошёл к концу.